# Spartaeus ellipticus
Spartaeus ellipticus es una especie de arañas araneomorfas de la familia Salticidae.

## Distribución geográfica
Es endémica de Taiwán.